# Hvidtøl
Hvidtøl er en gul eller brun øltype med under 2,25% alkohol. Navnet kommer af, at det brygges på hvidmalt.
Farven afhænger af om der er tale om mørkt eller lyst hvidtøl. En variant af sidstnævnte har gået under betegnelsen lys pilsner.

## Historie
Hvidtøl var indtil midten af 1800-tallet stort set eneste øltype i Danmark, bortset fra importeret øl – tysk øl – der var kendt for at være stærkere.